# Popeye (computerspel)
Popeye (Japans: ポパイ; Popai) is een arcadespel ontwikkeld en uitgegeven door Nintendo in 1982. Het spel is gebaseerd op de cartoon Popeye die eigendom is van King Features Syndicate. 

## Spelbesturing
Bij start van het spel verklaart Olive Oyl haar liefde aan Popeye, tot groot ongenoegen van Brutus.

### Eerste level
Het eerste level speelt zich af aan het huis van Olive. Het speelveld is opgebouwd uit enkele verdiepingen die men via ladders kan bereiken. Olive staat helemaal bovenaan en gooit hartjes naar beneden. Popeye dient de hartjes op te vangen voordat zij in de vijver zinken. Popeye dient Brutus te ontwijken. Brutus kan springen en zich bukken en tracht zo Popeye te raken wanneer deze op de aangrenzende verdieping staat. Daarnaast gooit hij flessen naar Popeye. Het personage Sea Hag gooit vanaf de zijkanten regelmatig doodshoofden. Popeye dient zowel de flessen als de doodshoofden te ontwijken of stuk te slaan. Ook is er één spinazieblik. Wanneer Popeye dit blik neemt, kan hij Brutus uit het speelveld gooien. Brutus zal enkele seconden later wel opnieuw verschijnen. Ook is er helemaal bovenaan een ton die Popeye op Brutus kan laten vallen.

### Tweede level
Dit level speelt zich af aan een appartementsgebouw. Het concept is hetzelfde als in het eerste level, alleen dat Olive nu muzieknoten gooit.

### Derde level
Sea Hag geeft haar aasgier Bernard de opdracht om Olive te ontvoeren en haar naar hun schip "The Black Bernacle" te brengen. Daar wordt Olive vastgehouden in het kraaiennest. Ditmaal gooit Olive de letters van het woord HELP. Verder is het concept hetzelfde als in de twee vorige levels, alleen dat nu ook Bernard Popeye zal aanvallen. Wanneer Popeye Bernard slaat, zal deze laatste tijdelijk uit het speelveld verdwijnen.

## Ports
Het spel werd onder andere uitgebracht voor Arcade, Commodore 64, Texas Instruments TI-99/4A,  Atari 8 bit-familie,(Intellivision/Intellivision II/Tandyvision/Sears Super Video Arcade, Atari 2600/5200, ColecoVision en Videopac G7000). 

## Brutus of Bluto
Ondanks wat velen denken, zijn Brutus en Bluto niet dezelfde personen.
Volgens de handleiding van het computerspel wordt het personage Brutus gebruikt.

## Platforms
| Jaar | Platform                                                  |
| ---- | --------------------------------------------------------- |
| 1982 | Arcade, Odyssey 2                                         |
| 1983 | Atari 2600, Atari 8-bit, ColecoVision, Intellivision, NES |
| 1984 | Atari 5200, Commodore 64, TI-99/4A                        |

## Ontvangst
| Beoordeeld door       | Jaar | Platform      | Score |
| --------------------- | ---- | ------------- | ----- |
| TeleMatch             | 1983 | ColecoVision  | 100%  |
| Big K                 | 1984 | ColecoVision  | 100%  |
| Retrogaming.it        | 2009 | NES           | 80%   |
| Game Freaks 365       | 2007 | Atari 2600    | 79%   |
| Retro4Ever            | 2013 | Atari 5200    | 72%   |
| All Game Guide        | 1998 | Arcade        | 70%   |
| Génération 4          | 1987 | NES           | 67%   |
| The Video Game Critic | 2010 | Intellivision | 67%   |
| Tilt                  | 1987 | NES           | 45%   |
| The Video Game Critic | 2002 | Odyssey 2     | 33%   |